# Tibetansk spaniel
Tibetansk spaniel är en hundras från Tibet. Den är en dvärghund och sällskapshund och har haft en traditionell användning som tempelhund. Den tibetanska spanieln är ingen spaniel. Denna beteckning tilldelades rasen när den skulle inordnas i den brittiska gruppindelningen.

## Historia
I sitt ursprungsland, Tibet, var den tibetanska spanieln sällskaps- och vakthund åt munkarna i klostren. Den anses även ha haft religiös betydelse, som en av tre varianter av tibetanska tempelhundar. De andra är lhasa apso och shih tzu. Dess päls är kortare än sina släktingars. Tempelhundar såldes inte men kunde ges som gåva.
De första tibetanska spanielarna importerades till Storbritannien 1898, men det var först efter andra världskriget som regelbunden avel kom igång och populariteten började öka. Rasklubben bildades 1957.
I Sverige har rasen funnits sedan början av 1950-talet, men här dröjde varaktig avel till mitten av 1960-talet. Den har blivit en uppskattad sällskapshund tack vare sin livlighet och intelligens. Den är tillgiven, men också självständig och uthållig.

## Egenskaper
Den tibetanska spanieln är en liten, pigg och ivrig hund. Den är glad och självsäker till sättet och är mycket trogen sin ägare. Hunden kan vara reserverad mot främmande människor. 

## Utseende
Mankhöjden ska vara ungefär 25 cm, något mindre än kroppslängden. Rasstandarden tillåter alla färger och en tibetansk spaniel kan vara vit, ha blandade färger eller till och med vara helt svart. När hunden går bär den svansen som en plym över ryggen.
Den tibetanska spanielns huvud är litet jämfört med kroppen. Nosen skall helst vara svart. Ögonen är mörkbruna, klara och livliga. Ögonen sitter rätt långt från varann. Ögonvitan får inte synas. Den tibetanska spanieln rör sig gärna skuttigt men med stolt hållning.